# Sodiaal
Sodiaal är ett franskt multinationellt mejerikooperativ som producerar och marknadsför mejeriprodukter som bland annat konsumtionsmjölk, mjölkpulver, modersmjölksersättningar, ostar och yoghurtar.
1964 bestämde sex regionala mejerikooperativ om att skapa ett samriskföretag med varandra i syfte att sälja deras produkter nationellt. Det fick namnet Sodima och bara ett år senare beslöt man att avveckla samtliga regionala produkter och skapade ett nationellt varumärke i Yoplait. 1990 blev Sodima Sodiaal.
I juli 2011 sålde de 51 % av yoghurtvarumärket Yoplait till den amerikanska globala livsmedelsproducenten General Mills, Inc för 1,2 miljarder $.
Under 2016 hade Sodiaal en invägning på 4,7 miljarder liter mjölk, som kom från 12 500 mjölkgårdar i 71 franska departement. Omsättningen uppgick till 4,8 miljarder € och personalstyrkan var på 9 100 anställda. Huvudkontoret ligger i Paris.